# Карл Фруде Тіллер
Карл Фруде Тіллер (нюн. Carl Frode Tiller; 4 січня 1970, Намсус, Норвегія) — норвезький письменник, історик, музикант. Пише на нюношк.

## Біографія
Вивчав літературу та історію в Норвезькому університеті природничих і технічних наук у Тронгеймі. Дебютував романом Схил (2001), за який отримав премію Тар'єя Весоса і кілька інших за кращий дебют, а був також номінованим на найбільшу премію Браги. Великим успіхом користувався і третій роман письменника Замикаючи коло (2007): він отримав премію Асоціації норвезьких критиків, літературну премію Європейської Ради (2009) і був висунутий в кандидати на головну літературну нагороду Скандинавії - літературну премію Північної Ради. Романи письменника перекладені багатьма мовами.
Як музикант грає в ансамблі Kong Ler.

## Твори
- 2001: Схил/Skråninga, роман
- 2003: Другорядні персонажі/Bipersonar, роман
- 2007: Замикаючи коло/Innsirkling, роман
- 2007: Громадське здоров'я/Folkehelsa, п'єса
- 2010: Замикаючи коло, том другий/Innsikling II, роман
- 2011: Portrett av ein varulv, п'єса